# حسام بدراوي
حسام بدراوي عضو سابق بمجلس الشورى بالبرلمان المصري، وأستاذ في طب النساء والتوليد في كلية طب جامعة القاهرة وعضو مجلس أمناء مكتبة الإسكندرية.
أثناء اندلاع ثورة 25 يناير عام 2011 م عيّنه الرئيس المصري السابق محمد حسني مبارك أميناً عاماً للحزب الوطني الحاكم في 5 فبراير 2011 م خلفاً لصفوت الشريف.
قدّم استقالته في 11 فبراير عام 2011 م وهو نفس يوم انتصار الثورة وتنحي حسني مبارك عن الحكم.
أستاذ بكلية الطب جامعة القاهرة ورئيس قسم النساء والتوليد بالقصر العيني، تلقي دراساته العليا بالولايات المتحدة الأمريكية، نال د. حسام درجة الدكتوراه الفخرية في العلوم من جامعة ساندرلاند بالمملكة المتحدة. انتخب كعضو في البرلمان المصري ورئيسا للجنة التعليم والبحث العلمي بالبرلمان منذ عام 2000 حتى 2005، تميز د. حسام برؤيته الواضحة والشاملة في مجال إصلاح التعليم من خلال وضعه لمنظومة تعليمية متكاملة ترتقي بالمعرفة والبحث العلمي في مصر . أسّس ثم أصبح رئيسا فخريا للمجلس المصري الوطني للتنافسية عام 2004، واُختير عضواً بمجلس الشورى عام 2007، واُنتخب في مجلس أمناء مكتبة الإسكندرية عام 2008 ثم مرة أخرى عام 2011.
نُشر له أكثر من 120 بحث وشارك في تأليف تسعة كتب متخصصة بالنساء والتوليد، وكتب أخرى حول الرؤية المستقبلية لتطوير مجال الصحة والتعليم والبحث العلمي أملاً في تحقيق التنمية المستدامة لمصر
إلى مواصلة التعاون المثمر بين مصر والولايات المتحدة الأمريكية لصالح الاقتصاد المصري. تقلّد أ.د. حسام بدراوي العديد من المناصب التطوعية، حيث اُنتخب عضو في البرلمان المصري ورئيساً للجنة التعليم والبحث العلمي في بالبرلمان منذ عام 2000 حتى 2005، ومن خلال منصبه عمل جاهداً لوضع رؤية شاملة حول إصلاح التعليم والبحث العلمي، فقد أدخل فكرة ضمان الجودة والاعتماد في التعليم والصحة. شغل منصب رئيس اللجنة البرلمانية لتشريعات حقوق الملكية الفكرية في مصر والتي تعتبر الأصل والمنشأ لقانون حماية الملكية الفكرية.
انتخب د.حسام رئيسا للجنة الحقوق الاجتماعية وعضواً بالمجلس القومي لحقوق الإنسان في مصر عام 2004، وفي نفس العام أسس د. حسام المجلس الوطني المصري للتنافسية بالتعاون مع مجموعة من مؤسسي إصلاح المجتمع المدني، وهو المجلس الأول من نوعه الذي يهدف إلى جعل المؤسسات الوطنية أكثر تنافسية على المستوى العالمي. كما انتخب كعضو مؤسس لمجلس البرلمانيون العرب ضد الفساد، وهي منظمة تهدف إلى مكافحة الفساد في المنطقة العربية.
أنشأ مع زملائه جمعية لمكافحة الفساد عام 2004، وتعاون مع منظمات المجتمع المدني لإنشاء تحالف أطلق عليه «أمل» في إطار مكتبة الإسكندرية لإعلاء مضمون مكافحة الفساد ودعم الشفافية. قام د.حسام أيضا بمبادرة فعالة مع اليونسكو من خلال عمله كاستشاري للسياسات الخاصة بالبحوث والتكنولوجيا والتعليم. ومبادرة مع البنك الدولي من خلال عمله كرئيس لمجلس الأمناء الخاص بأعضاء شبكة البرلمانيين مع البنك الدولي في منطقة الشرق الأوسط وشمال أفريقيا. وكان للبدراوي دوراً رئيساً في تنمية سياسة الإصلاح الجديدة في كلا الاتجاهين التعليم والصحة وتنمية الديمقراطية في العالم العربي.
شغل د.بدراوي منصب بالبرلمان المصري كعضو مجلس الشورى عام 2007، وقد تم ترشيحه ثم انتخابه عضواً بمجلس أمناء مكتبة الإسكندرية عام 2008 وتجدد انتخابه مرة أخرى في أبريل 2011 إيماناً منه بضرورة تفعيل المعرفة والعلم في مصر والعالم بأسره.
أسس د.بدراوي جمعية «الحالمون بالغد» في عام 1998 إيماناً منه بأهمية دور الجمعيات الأهلية غير الحكومية في مصر المهتمة بنشاطات خدمة المجتمع، ونظراً لتأييده لحقوق الشباب والمرأة والطفل، فقد طرح أولوية لهذه الحقوق في العديد من المنتديات المحلية والعالمية.
لعب دورا محوريا أثناء الثورة بإقناع مبارك بتسليم سلطاته لنائبه وهو ما جاء في خطاب مبارك الأخير
تولُى حسام بدراوي أثناء ثورة 25 يناير 2011 «الثورة المصرية الشعبية» دوراً سياسياً هاما، فقد شغل منصب الأمين العام للحزب الوطني لمدة 5 أيام عبّر خلالهما عن رأيه السياسي وساهم في إقناع مبارك بتسليم سلطاته لنائبه حتى قدّم استقالته من المنصب والحزب الوطني يوم 2011/2/11 لاختلافه السياسي مع قادة الحزب في طريقة التعامل مع ثورة الشباب.

## وصلات خارجية
- الموقع الرسمي